# ミュ〜コミ+プラス しゃべれる女王決定戦
ミュ〜コミ+プラス しゃべれる女王決定戦（ミューコミプラス しゃべれるじょおうけっていせん）は、TOKYO IDOL FESTIVAL（以下TIFと記載）で開催されるトークイベントである。

## 概要
TIFに出演しているアイドルがトーク力を競って勝者を決するイベントである。MCはニッポン放送のミュ〜コミ+プラスでパーソナリティを務める吉田尚記アナウンサー。2015年から毎年TIF会場にあるINFO CENTREで1時間行われている（2015年のみ1時間20分）。いくつかのコーナーが用意され、そのコーナーの趣旨に沿った高評価のトークを披露できた者が勝者となる。トークを評価する者は吉田ではなく、毎年異なる評者が出演する。勝者には吉田から目録が授与され、ミュ～コミ+プラスで一ヶ月間アシスタントできる権利が与えられる。毎回イベントの冒頭で吉田は『天然や破天荒などキャラの強さではなく、本当の意味でしゃべれるアイドルを選びたい』という趣旨を語っている。

## 2015年
開催日時
8月1日（土） 19:10 - 20:30
出場者
- レナ（バニラビーンズ） - 初代しゃべれる女王
- 寺嶋由芙
- 西園みすず（さんみゅ～）
- 藤本結衣（palet）
- ユカフィン・ドール（アフィリア・サーガ）

## 2016年
開催日時
8月5日（金） 11:50 - 12:50
出場者
- 岡田ロビン翔子（チャオ ベッラ チンクエッティ） - 2代目しゃべれる女王
- イチサキミキ
- 大場はるか（drop)
- 西園みすず（さんみゅ～）
- 藤本結衣（palet）

## 2017年
開催日時
8月5日（土） 16:20 - 17：20
出場者
- 橘はるか（Ange☆Reve） - 3代目しゃべれる女王
- 大場はるか（drop）
- 松田莉奈（X21）
- 長谷川瑞（つりビット）

## 2018年
開催日時
8月5日（日） 15:30 - 16:30
出場者
- 大場はるか（ナナランド） - 4代目しゃべれる女王
- 江嶋綾恵梨（26時のマスカレイド）
- 空野青空
- 中江友梨（東京女子流）
- 水春（桜エビ〜ず）

## 2019年
開催日時
8月2日（金） 16:30 - 17:30
出場者
- 西井万理那（ZOC） - 5代目しゃべれる女王
- 絵恋ちゃん
- 奥津マリリ（フィロソフィーのダンス）
- 吉川友
- 的場華鈴（虹のコンキスタドール）

## 2020年
開催日時
10月3日（土） 17:40 - 18:40
出場者
- 浅野杏奈（マジカル・パンチライン） - 6代目しゃべれる女王
- 清水麻璃亜（AKB48 Team 8）
- 竹越くるみ（Devil ANTHEM.）
- 日野あみ（tipToe.）